# سدر
سدروس یا سِدر نام درختانی است از جنس Cedrus و تیره مخروطیان که شباهت زیادی با کاج دارند، ولی از کاج بسیار تنومندتر و بلندتر می‌شوند و تا بیش از سه هزار سال عمر می‌کنند. شاخه‌های درختان سدروس کشیده،مُطَبَّق و دور یکدیگر است. سدروس ها بومی کوه‌های هیمالیای غربی و منطقه مدیترانه می‌باشند. شاخه‌های این درختان کشیده است و برگ هایشان مانند کاج سوزنی است. چوب این درختان سفید و ضخیم است و در برخی گونه‌ها چوب کمی سرخ‌تر است. مخروط این درخت مشابه کاج است.

پرچم لبنان با نشان درخت سدر لبنانی در وسط آن

## خواص سدروس
- قابض است.
- ملین است.
- مسکن است.
- ضد التهاب، ضد انگل، ضد بیماری‌های مقاربتی، ضد سوزش مجاری ادراری و صفرا بر است.

## گونه‌ها
- سدروس لبنانی
- سدروس مقدس
- سدروس اطلسی